# Maurice Allem
Maurice Allem (* 1872; † 1959) war ein französischer Literaturhistoriker.

## Leben
Maurice Allem hieß eigentlich Léon Allemand. Unter diesem Namen wurde er 1907 an der Universität Montpellier in Jura mit der Dissertation Etude sur la condition des Juifs en Russie (erschienen unter dem Titel Les souffrances des juifs en Russie et le devoir des états civilisés, Paris 1907) promoviert. Ebenfalls unter dem Namen Léon Allemand war er von 1912 bis 1913 Mitherausgeber der Zeitschrift Revue des lettres françaises. Seine eigenen zahlreichen Publikationen erschienen unter dem Namen Maurice Allem. Er führte die Existenz eines Homme de lettres mit dem Interessenschwerpunkt der französischen Literatur des 19. Jahrhunderts und speziell der Autoren Honoré de Balzac, Charles-Augustin Sainte-Beuve, Alfred de Musset, Alfred de Vigny, Paul-Louis Courier und Victor Hugo. Ab 1934 gab Allem die Cahiers Alfred de Musset heraus.
Maurice Allem war der Vater von Maurice Allemand (1906–1979), Direktor des Museums für moderne Kunst in Saint-Etienne (1947–1967).

## Werke

### Monographien
- Alfred de Musset, Paris 1912
- Alfred de Vigny, Paris 1912
- Sainte-Beuve et 'Volupté', Paris 1935
- Alfred de Musset, Grenoble 1948
- La Vie quotidienne sous le Second Empire, Paris 1948
- Balzac 1799–1850, Paris 1950
- Portrait de Sainte-Beuve, Paris 1954

### Herausgebertätigkeit

#### Alfred de Musset
- Oeuvres complémentaires, Paris 1910
- Poésies complètes, Paris 1933 (Bibliothèque de la Pléiade)
- Théâtre complet, Paris 1934 (Bibliothèque de la Pléiade)
- Oeuvres complètes en prose, Paris 1938 (Bibliothèque de la Pléiade)
- Premières poésies 1829–1835, Paris 1938
- Poésies nouvelles, 1836–1852, suivies des Poésies complémentaires et des Poésies posthumes, Paris 1938
- La Confession d'un enfant du siècle, Paris 1947
- Nouvelles, Paris 1948
- Contes, Paris 1948

#### Honoré de Balzac
- Eugénie Grandet, Paris 1929
- Histoire de la grandeur et de la décadence de César Birotteau, Paris 1930
- Le Père Goriot, Paris 1930
- Le Lys dans la vallée, Paris 1931
- Le Médecin de campagne, Paris 1931
- Le Colonel Chabert, Paris 1932
- La Rabouilleuse, Paris 1932
- La Peau de chagrin, Paris 1933
- Le Cousin Pons, Paris 1937
- La Cousine Bette, Paris 1937
- Le Curé de Tours. Pierrette, Paris 1937
- La Femme de trente ans, Paris 1944
- Ursule Mirouët, Paris 1944
- Les Chouans, Paris 1952

#### Sainte-Beuve
- Les grands écrivains français par Sainte-Beuve. Etudes des Lundis et des Portraits, 28 Bde., Paris 1926–1932
- Volupté, Paris 1934
- Pages choisies de Port-Royal, Paris 1934
- Sainte-Beuve, Chateaubriand et son groupe littéraire sous l'Empire. Cours professé à Liège en 1848–1849, 2 Bde., Paris 1948

#### Weitere Herausgebertätigkeit
- Épigrammes françaises (XVIe au XIXe siècle), Paris 1911
- L'épopée napoléonienne dans la poésie francaise. Poémes choisis et annotés, Paris 1912
- Benjamin Constant, Adolphe et oeuvres choisies, Paris 1914
- Anthologie poétique française. XVIe siècle. XVIIe siècle. XVIIIe siècle, 5 Bde.,  Paris 1914–1919
- (mit Philippe Martinon) Les poésies de Malherbe, Paris 1926
- Abbé Prévost, Histoire du Chevalier Des Grieux et de Manon Lescaut, Paris 1927
- La Poésie religieuse. Anthologie poétique du moyen âge à nos jours, Paris 1932
- La Poésie de l'amour. Anthologie poétique du moyen âge à nos jours, Paris 1932
- Beaumarchais, Théâtre. Lettres relatives à son théâtre, Paris 1934 (Bibliothèque de la Pléiade)
- Marceline Desbordes-Valmore, Poésies choisies, Paris 1935
- Jules Michelet, Pages historiques, Paris 1936
- Cardinal de Retz, Mémoires, Paris 1939 (Bibliothèque de la Pléiade)
- Paul-Louis Courier, Oeuvres complètes, Paris 1940 (Bibliothèque de la Pléiade)
- Choderlos de Laclos. Œuvres complètes, Paris 1944 (Bibliothèque de la Pléiade)
- François Villon, Oeuvres complètes, Grenoble/Paris 1945
- Victor Hugo, Les Misérables, Paris 1951 (Bibliothèque de la Pléiade)
- Sonnets du XVIe siècle, Paris 1953